# Строительный раствор
Строительный раствор — раствор из вяжущего вещества, воды и заполнителя (возможны добавки), со временем превращающийся в искусственный камень.

## Терминология
- Сухая строительная смесь — смесь сухих дозированных компонентов заполнителя, вяжущего, возможны добавки, готовая к растворению водой и последующему применению[~ 1].
- Растворная смесь — смесь тщательно перемешанных вяжущего, заполнителя, возможны добавки, с водой[~ 1].
- Водо-твёрдое отношение — численное отношение массы воды затворения к массе растворяемой сухой смеси в негидравлических растворах[~ 1].
- Схватывание твердение раствора в начале реакции гидратации или в результате высыхания негидравлического раствора[3].
- Жирный раствор — с большим количеством вяжущего вещества[~ 2].
- Тощий раствор — с малым количеством вяжущего вещества[~ 2].
- Твердение — превращение гидравлической растворной смеси в монолит в результате реакции гидратации[3][4].

## Применение строительных растворов
Применяют для обеспечения монолитности в разных видах каменной кладки. Используется в монтаже для скрепления деталей, в облицовке и штукатурке как облицовочный материал.

## Классификация строительных растворов и сухих смесей
По применению
- для наружных работ;
- для внутренних работ.

По функциональному назначению
- кладочно-монтажные;
- облицовочные и отделочные;
- Штукатурные;
- шпаклевочные;
- клеевые, предназначенные для укладки;
- затирочные (шовные);
- напольные;
- изоляционные;

Специальные:
- Защитные
  - огнезащитные;
  - рентгенозащитные;
  - коррозионно-защитные;
  - радиационно-защитные.
- Другие
  - биоцидные (реставрационные);
  - тампонажные;
  - гидроизоляционные;
  - акустические;
  - огнеупорные и жаростойкие;
  - ингибирующие;
  - санирующие.

По вяжущим
- простые;
- сложные.

По виду вяжущего
- цементные;
- гипсовые;
- известковые;
- магнезиальные;
- полимерные;
- смешанные.

По крупности заполнителя (мм)
- крупнозернистые — 5;
- мелкозернистые — 1,25;
- тонкодисперсные — 0,2.

Бетонные — от 5 мм. Простые растворы состоят только из вяжущего и заполнителя, сложные растворы содержат добавки.
По плотности затвердевшего раствора
- тяжёлые;
- лёгкие.

Лёгкие растворы имеют плотность до 1500 кг/м3, тяжёлые — 1500 и более кг/м3. Средняя плотность раствора не превышает 10 %.
По способу нанесения раствора
- механизированного нанесения;
- ручного нанесения.

## Виды строительных растворов

### Штукатурка
Штукатурка (итал. stuccatura, от stucco «гипс, известь, алебастр») — отделочный слой, образованный затвердевшим строительным раствором. Применяется для оштукатуривания стен.
Состав штукатурки
Вяжущие вещества
Для изготовления штукатурных растворов применяют неорганические вяжущие вещества: портландцемент, шлакопортландцемент, воздушная известь, гипсовые вяжущие. Цементы применяют для всех растворах, применяемых при влажности более 60 %.
Заполнитель
Максимальный размер частиц заполнителя в мм:
- Штукатурные кроме накрывочного слоя — 2.5;
- Штукатурные накрывочного слоя — 1.25;
- Отделочные — 1.25.

Классификация штукатурки
Штукатурки по предназначению:
- Обычная штукатурка — предназначена для выравнивания стен (создание плоской ровной поверхности с целью последующего нанесения более тонкослойных декоративных покрытий) и защиты внешних стен зданий от воздействия окружающей среды.
- Специальная штукатурка — применяется в качестве изоляционного и экранизирующего слоёв (звукопоглощающая, теплосберегающая, рентгенозащитная и другие).
- Декоративная штукатурка — используется при окончательной отделке стен, потолков, конструкций для повышения их эстетической выразительности.

## Специальные виды растворов

### Раствор для печей
Раствор для кладки печей
Для кладки печей используется раствор, содержащий глину. Растворы, содержащие больше или меньше среднего количества вяжущего, обладают недостатками, из-за которых их не применяют.
Раствор, содержащий глину, имеет ряд преимуществ
- незначительно оседает при наборе прочности;
- не трескается при высыхании;
- не разрушается при температуре до 1000 °С;
- не требует больших усилий.

Состав раствора
В качестве заполнителя для кладки печей используют отчищенный горный кварцевый песок, который предварительно просушивают и просеивают через сито с отверстиями размером 1—1,5 мм. Ведущими являются цемент, глина, гашёная известь без примесей. Для повышения прочности добавляют цемент, на 10 литров глины с водой добавляют ¾ литра цемента.
Добавкой является шамот, его половина от общего объёма.

## Свойства строительных растворов
Свойства растворных смесей:
- Подвижность;
- Водоудерживаемость;
- Расслаиваемость;
- Температура применения;
- Влажность.

### Подвижность
Свойства растворной смеси растекаться под собственным весом. Подвижность измеряется в см и определяется методом погружения в раствор эталонного конуса  весом в 300±2 грамм с углом при вершине 30°±30′ и высотой 15 см. От подвижности раствора зависит сцепление смеси с поверхностями. От вязкости зависит способность растворной смеси перемещаться по трубам, шлангам к месту применения.
| Марка по подвижности, Пк | Норма подвижности по погру- жению конуса, включительно |
| ------------------------ | ------------------------------------------------------ |
| Пк1                      | 1—4                                                    |
| Пк2                      | 4—8                                                    |
| Пк3                      | 8—12                                                   |
| Пк4                      | 12—14                                                  |

### Плотность
Плотность в основном зависит от заполнителя. Для изготовления тяжёлых растворов применяют тяжёлые кварцевые и другие пески. Для изготовления лёгких растворов применяют лёгкие пористые пески из пемзы, туфов, шлаков, керамзита. Также могут использоваться пенообразующие добавки.

### Скорость затвердевания
Скорость затвердевания раствора зависит от температуры.
| Возраст раствора, сутки | Прочность раствора, %, при температуре твердения, °С | Прочность раствора, %, при температуре твердения, °С | Прочность раствора, %, при температуре твердения, °С | Прочность раствора, %, при температуре твердения, °С | Прочность раствора, %, при температуре твердения, °С | Прочность раствора, %, при температуре твердения, °С | Прочность раствора, %, при температуре твердения, °С | Прочность раствора, %, при температуре твердения, °С | Прочность раствора, %, при температуре твердения, °С | Прочность раствора, %, при температуре твердения, °С | Прочность раствора, %, при температуре твердения, °С |
| ----------------------- | ---------------------------------------------------- | ---------------------------------------------------- | ---------------------------------------------------- | ---------------------------------------------------- | ---------------------------------------------------- | ---------------------------------------------------- | ---------------------------------------------------- | ---------------------------------------------------- | ---------------------------------------------------- | ---------------------------------------------------- | ---------------------------------------------------- |
| Возраст раствора, сутки | 0                                                    | 5                                                    | 10                                                   | 15                                                   | 20                                                   | 25                                                   | 30                                                   | 35                                                   | 40                                                   | 45                                                   | 50                                                   |
| 1                       | 1                                                    | 4                                                    | 6                                                    | 10                                                   | 13                                                   | 18                                                   | 23                                                   | 27                                                   | 32                                                   | 38                                                   | 43                                                   |
| 2                       | 3                                                    | 8                                                    | 12                                                   | 18                                                   | 23                                                   | 30                                                   | 38                                                   | 45                                                   | 54                                                   | 63                                                   | 76                                                   |
| 3                       | 5                                                    | 11                                                   | 18                                                   | 24                                                   | 33                                                   | 47                                                   | 49                                                   | 58                                                   | 66                                                   | 75                                                   | 85                                                   |
| 5                       | 10                                                   | 19                                                   | 28                                                   | 37                                                   | 45                                                   | 54                                                   | 61                                                   | 70                                                   | 78                                                   | 85                                                   | 95                                                   |
| 7                       | 15                                                   | 25                                                   | 37                                                   | 47                                                   | 55                                                   | 64                                                   | 72                                                   | 79                                                   | 87                                                   | 94                                                   | 99                                                   |
| 10                      | 23                                                   | 35                                                   | 48                                                   | 58                                                   | 68                                                   | 75                                                   | 82                                                   | 89                                                   | 95                                                   | 100                                                  | —                                                    |
| 14                      | 31                                                   | 45                                                   | 60                                                   | 71                                                   | 80                                                   | 85                                                   | 92                                                   | 96                                                   | 100                                                  | —                                                    | —                                                    |
| 21                      | 45                                                   | 58                                                   | 72                                                   | 85                                                   | 92                                                   | 96                                                   | 100                                                  | 100                                                  | —                                                    | —                                                    | —                                                    |
| 28                      | 52                                                   | 68                                                   | 83                                                   | 96                                                   | 100                                                  | 100                                                  | —                                                    | —                                                    | —                                                    | —                                                    | —                                                    |

Свойства затвердевшего раствора:
- Прочность на сжатие;
- Морозостойкость;
- Средняя плотность.

Свойства сухой растворной смеси:
- Гигроскопичность.

## Состав строительных растворов
В состав всегда входит четыре группы веществ: вяжущее, заполнитель, растворитель (вода), возможны добавки. Состав строительного раствора зависит от его назначения и условий затвердевания.

### Вяжущее
Для строительного раствора используют неорганические вяжущие.
Минеральные вяжущие
Минеральные вяжущие — это класс вяжущих веществ, состоящий из переработанных природных минеральных веществ, которые подразделяются на:
- гидравлические вяжущие
  - гидравлическая известь
  - Цементы: пуццолановый, сульфатостойкие, шлакопортландцемент, портландцемент (кроме кислотостойкого цемента)
  - Известково-шлаковые
- воздушные вяжущие
  - воздушная известь
  - кислотоупорный цемент
  - гипсовые вяжущие
  - магнезиальные вяжущие
  - жидкое стекло
  - глина
- смешанные вяжущие

Гидравлические вяжущие повышают прочность на воздухе и во влажных средах.
Применение растворов на шлакопортландцементе и пуццолановом портландцементе в надземных конструкциях в жаркую и сухую погоду допускается при соблюдении влажностного режима твердения путём увеличения воды в составе и смачивания водой. Известково-шлаковые, известково-пуццолановые, известково-зольные вяжущие при температуре воздуха ниже 10 °С не применяются.
Воздушные вяжущие вещества твердеют и сохраняют прочность только на воздухе, к ним относятся.
Для экономии вяжущих и улучшения свойств применяют смешанные вяжущие, например, цемент вместе с известью.
Для штукатурных работ добавляют гипсовые вяжущие.

### Заполнители
В качестве заполнителя применяется:
- строительный песок[6][7];
- золы-уноса;
- золошлаковый песок;
- пористые пески.

Максимальный размер частиц заполнителя в каменной кладке 2,5 мм за исключением бутовой кладки 5 мм.

### Добавки
Добавки в растворе применяются для улучшения свойств до затвердевания. Также некоторые добавки уменьшают необходимое количество вяжущего вещества.
Для повышения пластичности добавляются пластифицирующие и водоудерживающие добавки, такие как: извести, глины и другие.
Для понижения температуры замерзания в раствор добавляют противоморозные добавки, такие как: соль, поташ, нитрит кальция, мочевина, хлорид натрия и хлорид кальция нельзя использовать вместе с не защищенной арматурой. Количество противоморозных добавок зависит от прогноза температуры на следующие 10 суток. Хлористый кальций и натрий используется только в подземных частях здания.
| Вид конструкций и условия их эксплуатации                                                                             | Добавки и их сочетания                 | Добавки и их сочетания                       | Добавки и их сочетания | Добавки и их сочетания | Добавки и их сочетания |
| --- | -------------------------------------- | -------------------------------------------- | ---------------------- | ---------------------- | ---------------------- |
| Вид конструкций и условия их эксплуатации                                                                             | Соединение нитрита кальция с мочевиной | Нитрит-, нитрат-, хлорид кальция с мочевиной | Нитрит натрия          | Поташ                  | Нитрит натрия, поташ   |
| 1. Конструкции, а также стыки и швы (в том числе в кладке):                                                           |                                        |                                              |                        |                        |                        |
| Без специальной защиты по стали                                                                                       | +                                      | —                                            | +                      | +                      | +                      |
| С цинковыми покрытиями по стали                                                                                       | —                                      | —                                            | +                      | —                      | —                      |
| С алюминиевыми покрытиями по стали                                                                                    | —                                      | —                                            | —                      | —                      | —                      |
| С комбинированными покрытиями (щелочестойкими защитными слоями по металлической основе)                               | +                                      | —                                            | +                      | +                      | +                      |
| 2. Конструкции предназначенные для применения в условиях:                                                             |                                        |                                              |                        |                        |                        |
| Не агрессивной газовой среде при относительной влажности воздуха до 60 %                                              | +                                      | +                                            | +                      | +                      | +                      |
| Агрессивной газовой среде                                                                                             | +                                      | —                                            | +                      | +                      | +                      |
| Воде и при относительной влажности воздуха от 60 %, если заполнитель имеет добавление активно реагирующего кремнезёма | +                                      | +                                            | —                      | —                      | —                      |
| Местах действия блуждающих токов постоянного напряжения от посторонних источников                                     | +                                      | —                                            | +                      | +                      | +                      |
| Конструкции электротранспорта, промышленных предприятий, потребляющих постоянный электрический ток                    | —                                      | —                                            | —                      | —                      | —                      |

В зависимости от соотношения между количеством вяжущего материала и заполнителя различают жирные, нормальные и тощие растворы и растворные смеси. Жирными называются растворы с избытком вяжущего материала, их смеси очень пластичны, но дают при твердении большую усадку; нанесённые толстым слоем жирные растворы растрескиваются. Тощие растворы содержат относительно небольшое количество вяжущего материала, дают малую усадку, что повышает качество облицовочных работ.

## История
Первые растворы делались из глины и песка. Из-за недостатка камня и обилия глины вавилонские сооружения были сделаны из обожженного кирпича с использованием извести или пека для раствора. По словам Романа Гиршмана, первые свидетельства того, что люди использовали строительный раствор, были в Мехргархе Белуджистана в долине Инда в Пакистане, построенном из высушенного на солнце кирпича в 6500 году до н. э. Древние места Хараппской цивилизации третьего тысячелетия до н. э. построены из обожжённого кирпича и гипсового раствора. Гипсовый раствор, также называемый парижской штукатуркой, использовался при строительстве египетских пирамид и многих других древних сооружений. Он сделан из гипса, требующего более низкой температуры обжига, поэтому его легче изготовить, чем известковый раствор, и он затвердевает быстрее, что послужило причиной его использования в качестве типичного раствора в древних кирпичных арках и сводах. Однако гипсовый раствор не так долговечен, как другие растворы, во влажных условиях.
В ранних египетских пирамидах, построенных во времена Древнего царства (~2600-2500 гг. до н. э.), блоки из известняка были связаны раствором из грязи и глины, или глины и песка. В более поздних египетских пирамидах строительный раствор изготавливался из гипса или извести.
На индийском субконтиненте было обнаружено несколько типов цемента на участках цивилизации долины Инда, таких как город-поселение Мохенджо-Даро, построенное ранее, чем в 2600 году до нашей эры. Гипсовый цемент, который был «светло-серым и содержал песок, глину, следы карбоната кальция и высокий процент извести», использовался при строительстве колодцев, стоков и на внешней стороне «важных зданий». Битумный раствор также использовался с меньшей частотой, в том числе в Великой бане в Мохенджо-Даро.
Исторически здание с бетоном и строительным раствором появилось в Греции. Раскопки подземного акведука Мегары показали, что резервуар был покрыт пуццолановым раствором 12 мм. Этот акведук восходит примерно к 500 году до н. э. Пуццолановый раствор представляет собой известковый раствор, но изготовлен с добавкой вулканического пепла, которая позволяет затвердевать под водой; таким образом это известно как гидравлический цемент. Греки получали вулканический пепел с греческих островов Тира и Нисирос или из тогдашней греческой колонии Дикаирхия (Поццуоли) недалеко от Неаполя, Италия. Позже римляне усовершенствовали использование и методы изготовления так называемого пуццоланового раствора и цемента. Ещё позже римляне использовали раствор без пуццолана, используя измельченную терракоту, вводя в смесь оксид алюминия и диоксид кремния. Этот раствор был менее прочен, чем пуццолановый, но, поскольку он был более плотным, он имел лучшее сопротивление проникновению воды.
Гидравлический раствор не был доступен в древнем Китае, возможно, из-за отсутствия вулканического пепла. Около 500 года н. э. липкий рисовый суп смешивали с гашёной известью, чтобы получить композитный (неорганически-органический) рисовый раствор, обладающий большей прочностью и водостойкостью, чем известковый раствор.

## Полимерцементный раствор
Полимерцементные растворы (ПЦР) — материалы, изготавливаемые путём частичной замены цементно-гидратных вяжущих из обычного цементного раствора на полимеры. Полимерные примеси включают латексы или эмульсии, редиспергируемые полимерные порошки, водорастворимые полимеры, жидкие термореактивные смолы и мономеры. Они имеют низкую проницаемость и снижает вероятность возникновения трещин при усадке, в основном предназначены для ремонта бетонных конструкций.

## Известковый раствор
Скорость схватывания может быть увеличена путём использования неоднородного известняка в печи для образования гидравлической извести, которая будет при контакте с водой. Такая известь хранится в виде сухого порошка. Альтернативно, к смеси раствора может быть добавлен пуццолановый материал, такой как кальцинированная глина или кирпичная пыль. Добавление пуццоланового материала делает раствор достаточно быстрым в результате реакции с водой.
Было бы проблематично использовать портландцементные растворы для ремонта старых зданий, первоначально построенных с использованием известкового раствора. Известковый раствор мягче цементного раствора, что позволяет кирпичной кладке с определённой степенью гибкости адаптироваться к изменяющимся грунтам или другим изменяющимся условиям. Цементный раствор сложнее и обеспечивает небольшую гибкость. Контраст может привести к растрескиванию кирпичной кладки там, где в одной стене присутствуют два раствора.
Известковый раствор считается воздухопроницаемым, поскольку он позволяет влаге свободно перемещаться и испаряться с поверхности. В старых зданиях со стенами, которые со временем сдвигаются, можно обнаружить трещины, которые пропускают дождевую воду в конструкцию. Известковый раствор позволяет этой влаге выходить за счёт испарения и сохраняет стену сухой. Переориентация или штукатурка без драни старой стены с цементным раствором останавливает испарение и может вызвать проблемы, связанные с влагой позади цемента.

## Радиоуглеродный анализ
По мере затвердевания раствора текущая атмосфера помещается в раствор и, таким образом, предоставляет образец для анализа. Различные факторы влияют на выборку и повышают погрешность анализа.
Возможность использовать радиоуглеродное датирование в качестве инструмента для датирования в растворах была введена ещё в 1960-х годах, вскоре после создания этого метода (J. Delibrias и G. Labeyrie, 1964; Stuiver и Smith, 1965; Folk R. L. и Valastro S., 1976). Самые первые данные предоставили van Strydonck M. и другие (1983), Heinemeier J. и другие (1997), Ringbom A. и Remmer (1995). Затем методологический аспект был разработан различными группами (международной группой, возглавляемой Академией Або, и командами из лабораторий CIRCE, CIRCe, ETHZ, Познань, RICH и лаборатории Миланского университета Бикокка. Для оценки различных методов антропогенной экстракции углерода для радиоуглеродного датирования, а также для сравнения различных методов датирования, то есть радиоуглеродное и оптически стимулированное свечение, было проведено и опубликовано первое сопоставительное исследование (MODIS) в 2017 году.

### Нормативная Литература
Свод правил
- СП 70.13330.2012 // Несущие и ограждающие конструкции. Актуализированная редакция СНиП 3.03.01-87. — М., 2013.

ГОСТ
- ГОСТ 28013-98 // Растворы строительные. Общие технические условия. — М., 1999.
- ГОСТ Р 56686-2015 // Смеси сухие строительные штукатурные на цементном вяжущем с использованием керамзитового песка. Технические условия. — М., 2016.
- ГОСТ Р 57796-2017 // Смеси сухие строительные на цементном вяжущем с использованием керамзитового песка для кладочных растворов. Технические условия. — М., 2018.
- ГОСТ 31189-2015 // Смеси сухие строительные. Классификация. — М., 2015.
- ГОСТ 31357-2007 // Смеси сухие строительные на цементном вяжущем. Общие технические условия. — М., 2009.
- ГОСТ 5802-86 // Растворы строительные. Методы испытаний. — М., 1986.

Прочее
- Пособие по проектированию каменных и армокаменных конструкций (к СНиП II-22-81). — М.: ЦНИИСК им. Кучеренко Госстроя СССР, 1985.

### Техническая литература
- Ищенко И. И. Технология каменных и монтажных работ / 3. В. Михальчук, худ. ред. Т. В. Панина, тех. ред. Т. Д. Гарина, корректор Г. А. Чечёткина. — М.: «Высшая школа», 1976.
- С. С. Атаев, Н. Н. Данилов, Б. В. Прыкин и др. Технология строительного производства / Утверждено Методическим управлением Министерства высшего и среднего специального образования СССР. — Учебник для вузов. — М.: «Стройиздат», 1984.
- Ищенко И. И. Технология каменных и монтажных работ / Ред. Михальчук З. В.. — Учеб. для СПТУ; ил. — М.: «Высшая школа», 1988. — 335 с. — 100 000 экз.
- Журавлёв И. П., Лапшин П. А. Каменщик / Э. Юсупянц. — 2-е. — Ростов н/Д: «Феникс», 2003. — 416 с. — (Начальное профессиональное образование). — ISBN 5-222-03437-2.
- Парикова Е. В., Фомичева Г. Н., Елизарова В. А. Материаловедение (Сухое строительство) / Захарова Н. Т. — М.: Academia, 2010. — 304 с. — (Учебная литература для профессионального образования). — 4000 экз. — ISBN 987-5-7695-6749-0.

### Энциклопедии
- Орешкин Д. В. Растворы. — М., 2016. — Т. 12, кн. Большая российская энциклопедия. — 608 с.